# كانغ جي يونغ
كانغ جي يونغ (بالكورية: 강지영)‏ (ولدت 18 يناير 1994) مغنية وممثلة، كورية جنوبية، وعضوة سابقة في فرقة الفتيات الكورية الموسيقية كارا.

## السيرة الذاتية
ولدت كانغ جي يونغ في 18 يناير 1994، في باجو، كوريا الجنوبية. وهي إحدى العضوتين اللتان انضمتا بعد رحيل كيم سونغ هيي عام 2008. في ذلك الوقت كان عمرها 14 سنة مما يجعلها أصغر عضوة في المجموعة.

## الأعمال

### أفلام
| السنة | العنوان                             | الدور                     |
| ----- | ----------------------------------- | ------------------------- |
| 2015  | المحقق كونان: تباعات الشمس الجهنمية | مرشدة المتحف (تمثيل صوتي) |

### مسلسلات
| السنة | العنوان              | الدور              |
| ----- | -------------------- | ------------------ |
| 2013  | كارا الرسوم المتحركة | نفسها (تمثيل صوتي) |
| 2014  | نوبي معلم الجحيم     | يوكيمي             |
| 2016  | فتاة وثلاثة أحباء    | جون يوشيوكا        |
| 2023  | الطبيبة تشا          | يو جي سون          |

## روابط خارجية
- كانغ جي يونغ على موقع IMDb (الإنجليزية)
- كانغ جي يونغ على موقع ميوزك برينز (الإنجليزية)
- كانغ جي يونغ على موقع ميوزك برينز (الإنجليزية)
- كانغ جي يونغ على موقع ديسكوغز (الإنجليزية)
- كانغ جي يونغ على موقع قاعدة بيانات الفيلم (الإنجليزية)
- كانغ جي يونغ على موقع كينوبويسك (الروسية)